# Адельман, Георгий Викентьевич
Георгий Викентьевич Адельман (нем. Georg Franz Blasius von Adelmann; (1811—1888) — врач-хирург и педагог.
Родился 28 июня 1811 года в Фульде.
Начал свою деятельность в качестве больничного врача в курфюршестве Гессенском.
В 1841 году занял кафедру хирургии в Дерптском университете (ныне Тартуский университет).
Адельман приобрёл известность своими клиническими работами, сначала издававшимися отдельно, а потом собранными и изданными под заглавием «Beiträge zur medic. u. chirurgischen Helikunde, mit besonderer Berücksichtigung der Hospitalpraxis» (1-й т., Марб., 1839, 2-й т., Эрланг., 1845, 3-й т., Рига, 1852). Продолжение помещено в «Zeltschrift für klinische Medicin von Günsburg» (в IX и Х т., 1858 и 1859).
Умер 16 июня 1888 года в Берлине.